# Едме Гімстра
Едме Гімстра (нід. Edmée Hiemstra, 22 липня 1970) — нідерландська ватерполістка.
Учасниця Олімпійських Ігор 2000 року. Чемпіонка світу 1991 року, срібна медалістка чемпіонатів світу 1994, 1998 років.